# Tetanola polita
Tetanola polita är en skalbaggsart som beskrevs av Bates 1881. Tetanola polita ingår i släktet Tetanola och familjen långhorningar. Inga underarter finns listade i Catalogue of Life.